# 拉維亞 (芬蘭)

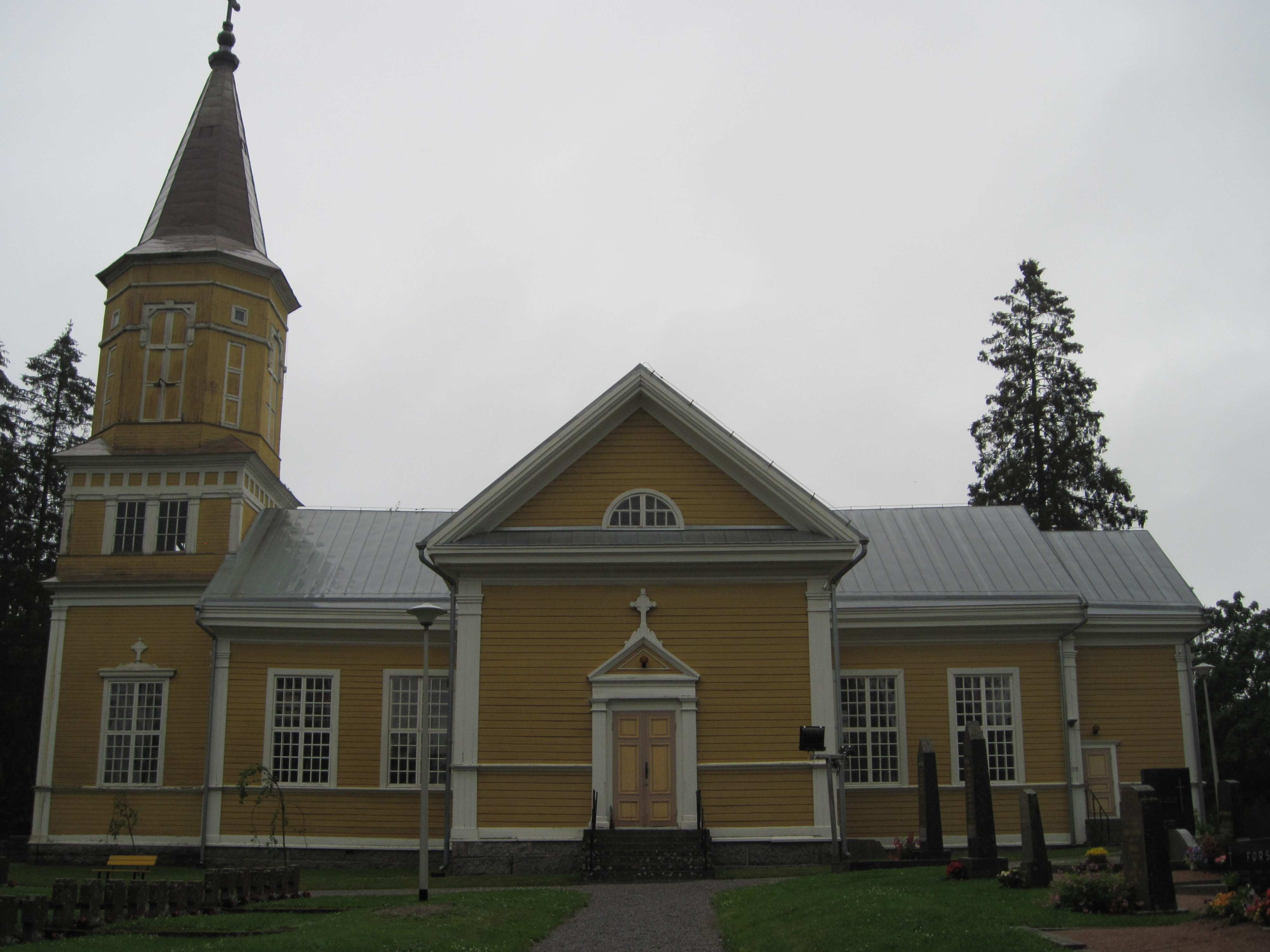
拉維亞教堂

拉維亞（芬蘭語：Lavia）是芬蘭一个已废置的市鎮，位於該國西南部，在薩塔昆塔區内，距離波里50公里，始建於1868年，面積357.8平方公里，2012年人口1,917，人口密度為每平方公里6人。于2015年初并入波里市。

## 外部連結
- 波里市官方网站 （页面存档备份，存于） （文） （英文）